# Aloe leptocaulon
Aloe leptocaulon é uma espécie de liliopsida do gênero Aloe, pertencente à família Asphodelaceae.